# Hololepta subhumilis
Hololepta subhumilis är en skalbaggsart som beskrevs av Sylvain Auguste de Marseul 1853. Hololepta subhumilis ingår i släktet Hololepta och familjen stumpbaggar. Inga underarter finns listade i Catalogue of Life.